# Тронкетто ді капра

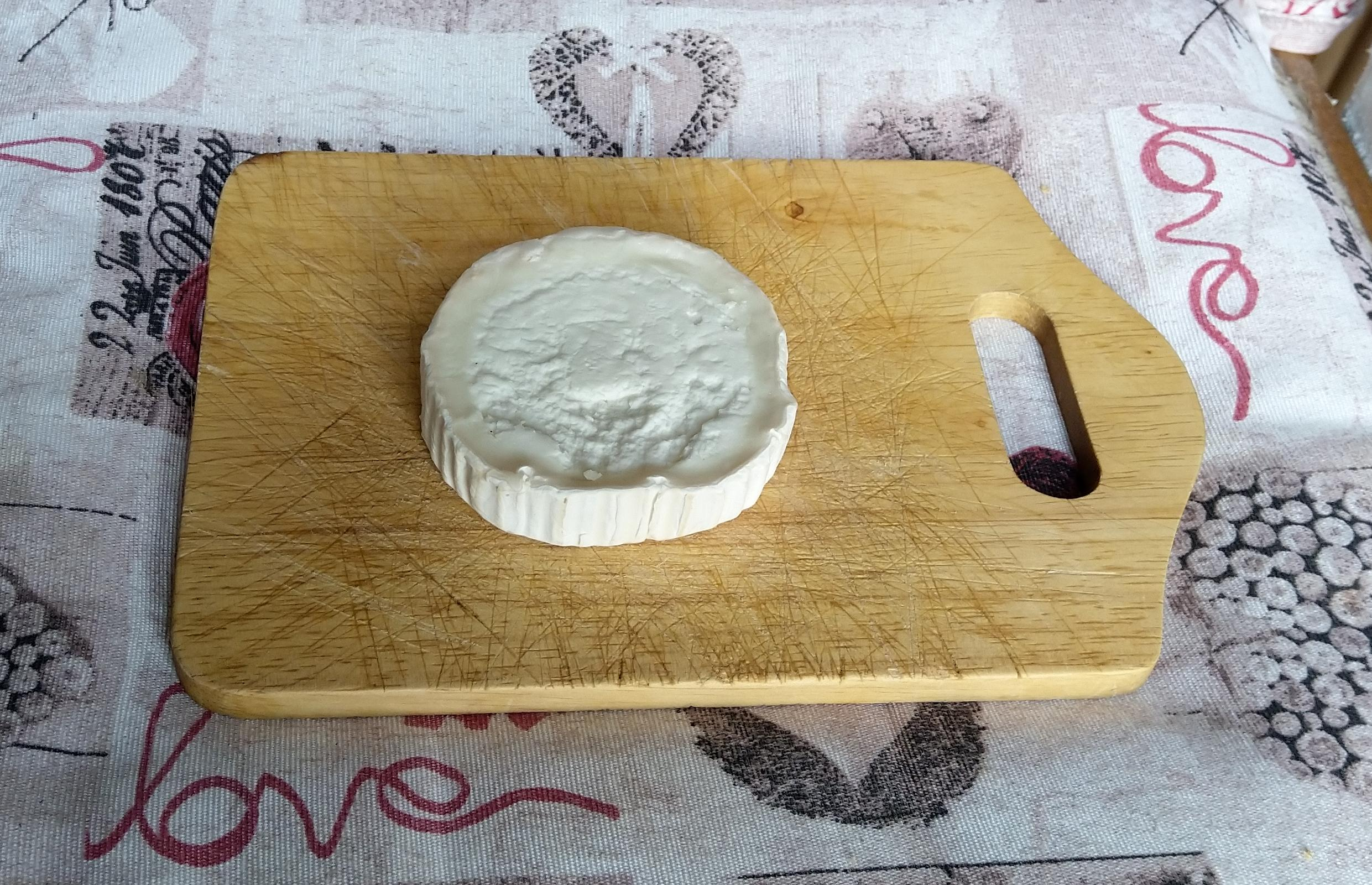
Тронкетто ді капра

Тронкетто ді капра (італ. Tronchetto di capra) — італійський сир з козячого молока. 

## Зона виробництва
Тронкетто ді капра здебільшого виробляється у регіоні П'ємонт, зокрема у місцевості Ланге провінції Асті, де вирощується значне поголів'я кіз. Крім того цей сир виготовляють у інших північних регіонах Італії (Венето, Ломбардія).

## Технологія виробництва
Для виробництва тронкетто ді капра використовують пастеризоване козяче молоко, сіль, ферменти для згортання молока, іноді вершки з козячого молока, що робить його більш кремоподібним. Сир піддається досить короткій витримці, яка варіюється від 10 днів до місяця, залежно від виду продукту, який потрібно отримати. Сир формують у вигляді довгих циліндрів.
Оскільки технологія виробництва тронкетто ді капра не захищена законом, деякі виробники під цією назвою для широкого вжитку виробляють сир з коров'ячого молока з додаванням невеликої кількості (10–20 %) козячого. Тому при покупці сиру слід звертати увагу на його склад.

## Характеристика сиру
Шкірка сиру вкрита білою пліснявою. Сирна маса спочатку біла та досить розсипчаста, але в міру дозрівання вона стає за консистенцією подібною до крему. Щоб зробити сир смачнішим, його часто заправляють різними добавками, що надають йому характерний смак, наприклад, сіном, деревним вугіллям, медом або різними видами перцю.  Його смак дуже ніжний, злегка кислий, іноді фруктовий.

## Вживання
Сир вживають як самостійну страву. Сир гарно поєднується з апельсиновим варенням та хлібом, із сухофруктами, горіхами та виноградом. Іноді сир підсмажують з хлібом. Крім того сир можуть додавати до салатів, начинки пирогів тощо.